# Lugdunam
Lugdunam – organiczny związek chemiczny z grupy pochodnych kwasu guanidynooctowego odznaczających się wysoką słodkością. Jest jednym z najintensywniejszych znanych środków słodzących[niewiarygodne źródło?], prawdopodobnie 230 000 razy słodszym niż sacharoza (cukier spożywczy). Został opracowany na Uniwersytecie w Lyonie w 1996 roku.